# Parque nacional Cunnawarra
Cunnawarra es un parque nacional en Nueva Gales del Sur (Australia), ubicado a 375 km al norte de Sídney.

## Datos
- Área: 158 km²
- Coordenadas: 30°37′29″S 152°13′02″E / -30.62472, 152.21722
- Fecha de Creación: 1 de enero de 1999
- Administración: Servicio Para la Vida Salvaje y los Parques Nacionales de Nueva Gales del Sur
- Categoría IUCN: II

Véase también: Zonas protegidas de Nueva Gales del Sur